# Lithocarpus caudatilimbus
Lithocarpus caudatilimbus (Merr.) A.Camus – gatunek roślin z rodziny bukowatych (Fagaceae Dumort.). Występuje naturalnie w południowych Chinach – w południowo-zachodniej części prowincji Guangdong oraz na wyspie Hajnan. 

## Morfologia
PokrójZimozielone drzewo dorastające do 15–25 m wysokości.
LiścieBlaszka liściowa jest skórzasta i ma owalny lub niemal okrągły kształt. Mierzy 7–14 cm długości oraz 3–8 cm szerokości, jest całobrzega, ma klinową nasadę i ostry wierzchołek. Ogonek liściowy jest owłosiony i ma 30–40 mm długości.
OwoceOrzechy o kulistawym kształcie, dorastają do 14–18 mm długości i 18–25 mm średnicy. Osadzone są pojedynczo w miseczkach o kształcie od talerzowatego do niemal kulistego, które mierzą 25–30 mm długości i 20–25 mm średnicy. Orzechy otulone są miseczkami do 50–75% ich długości.

## Biologia i ekologia
Rośnie w wiecznie zielonych lasach. Występuje na wysokości około 700 m n.p.m. Kwitnie i owocuje od października do grudnia.